# Konkovo
Konkovo (en russe : Муниципальный округ Коньково) est un district municipal de la ville de Moscou, dépendant administrativement du district administratif sud-ouest.

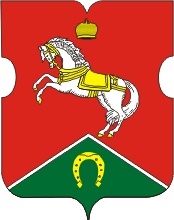
Armes du district
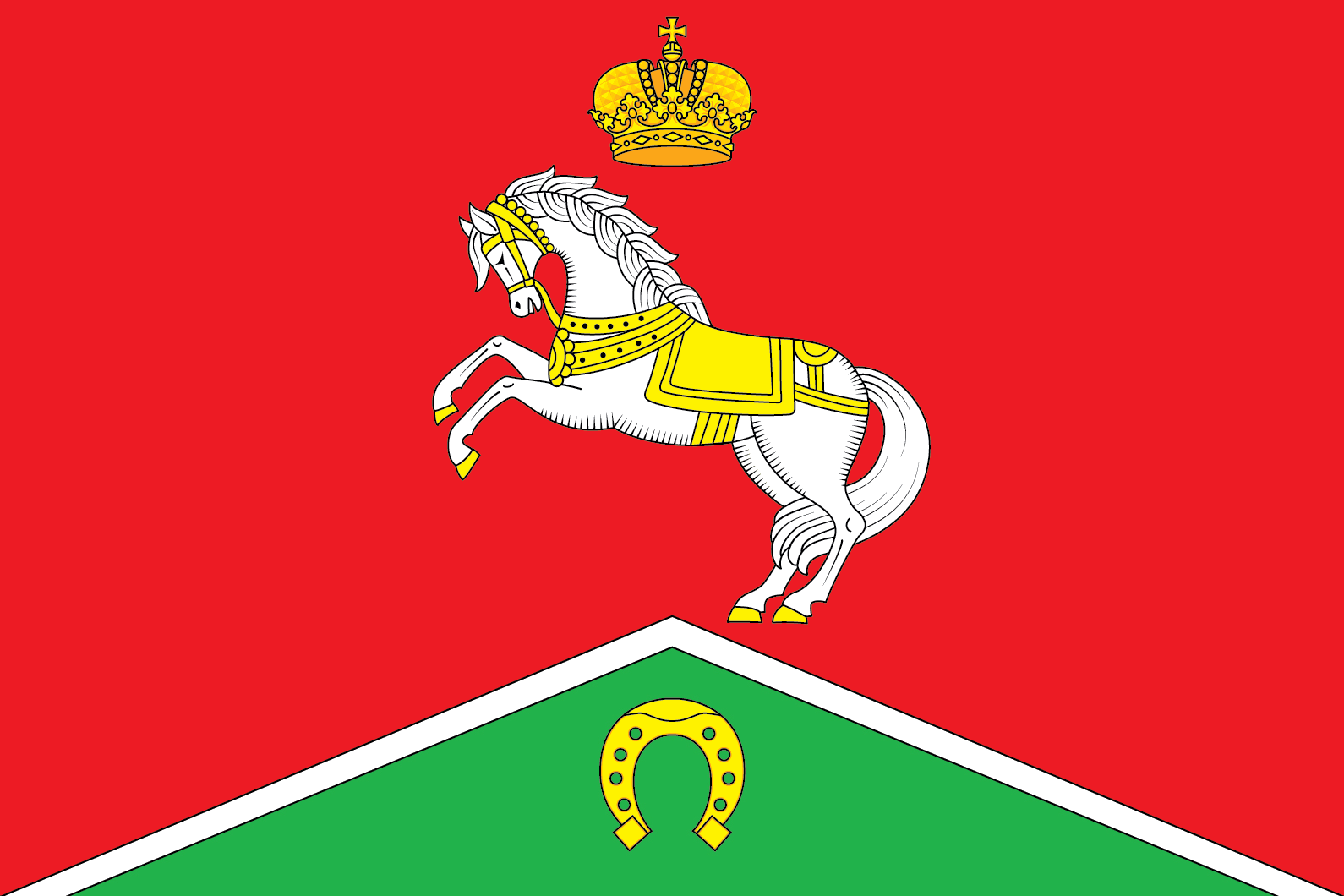
Drapeau du district

## Histoire
Il tire son nom du village de Konkovo qui est mentionné pour la première fois en 1672. Le village est divisé en deux fractions de part et d'autre de la grand-route de Kalouga, avec leurs deux églises distinctes : l'église de la Trinité de Konkovo vers la gauche, et l'église Saint-Serge de Konkovo sur la droite.

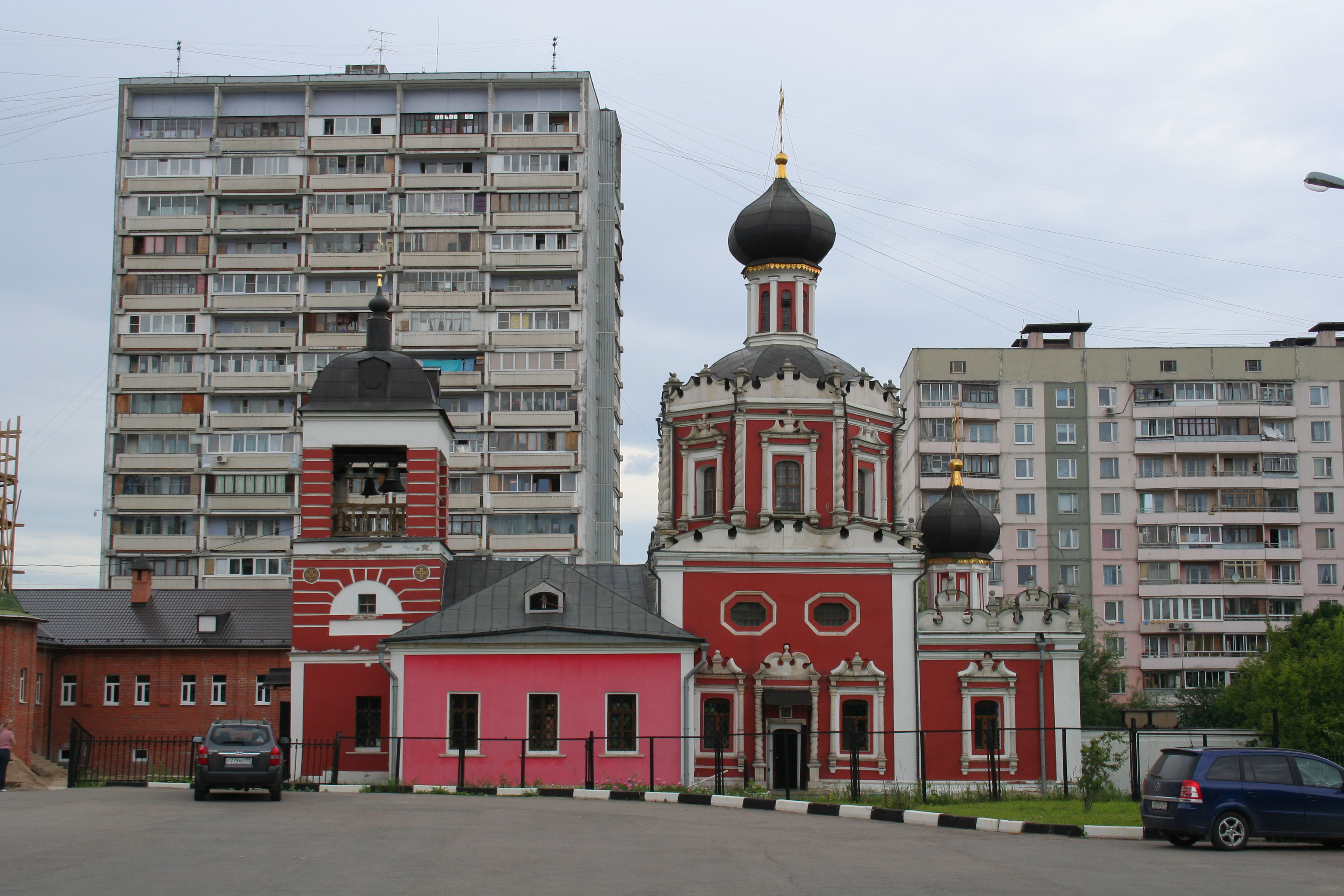
Vue de l'église de la Trinité de Konkovo.

En 1776, Catherine la Grande achète le domaine de Troïtskoïe-Konkovo (Sainte-Trinité de Konkovo)  avec l'intention de faire bâtir un palais avec un parc similaire à celui de Tsaritsyno, mais le projet ne fut jamais achevé. En 1813, durant la campagne de Russie, après le retrait des troupes de napoléoniennes, l'église de Troïtsko-Konkovo est fermée parce que gravement endommagée. Les deux villages fusionnent en une seule paroisse, Konkovo, qui dépend de l'église de Serguievskoïe-Konkovo.
Konkovo est inclus dans le territoire de Moscou en 1960. L'urbanisation moderne, qui a commencé en 1964, culminera au début des années 1980.

De l'ancien village subsistent notamment l'église de la Trinité dont la rénovation a commencé en 1990, et un obélisque de pierre blanche datant de la seconde moitié du XVIIIe siècle qui se trouve maintenant au monastère Donskoï.

## Galerie

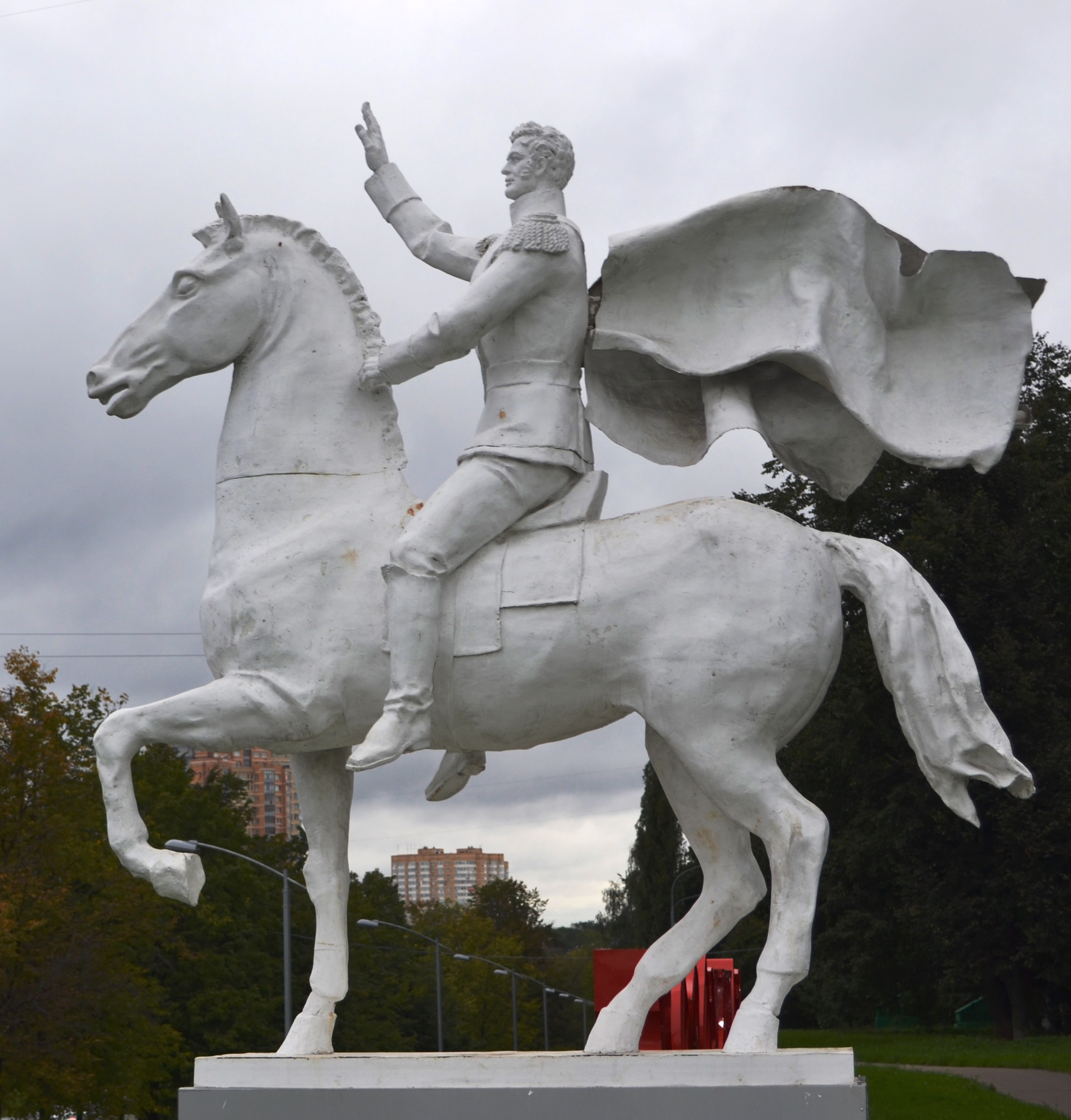
Statue équestre à l'angle de la rue Profsoyouznaïa et de.la rue Ostrovitianov.
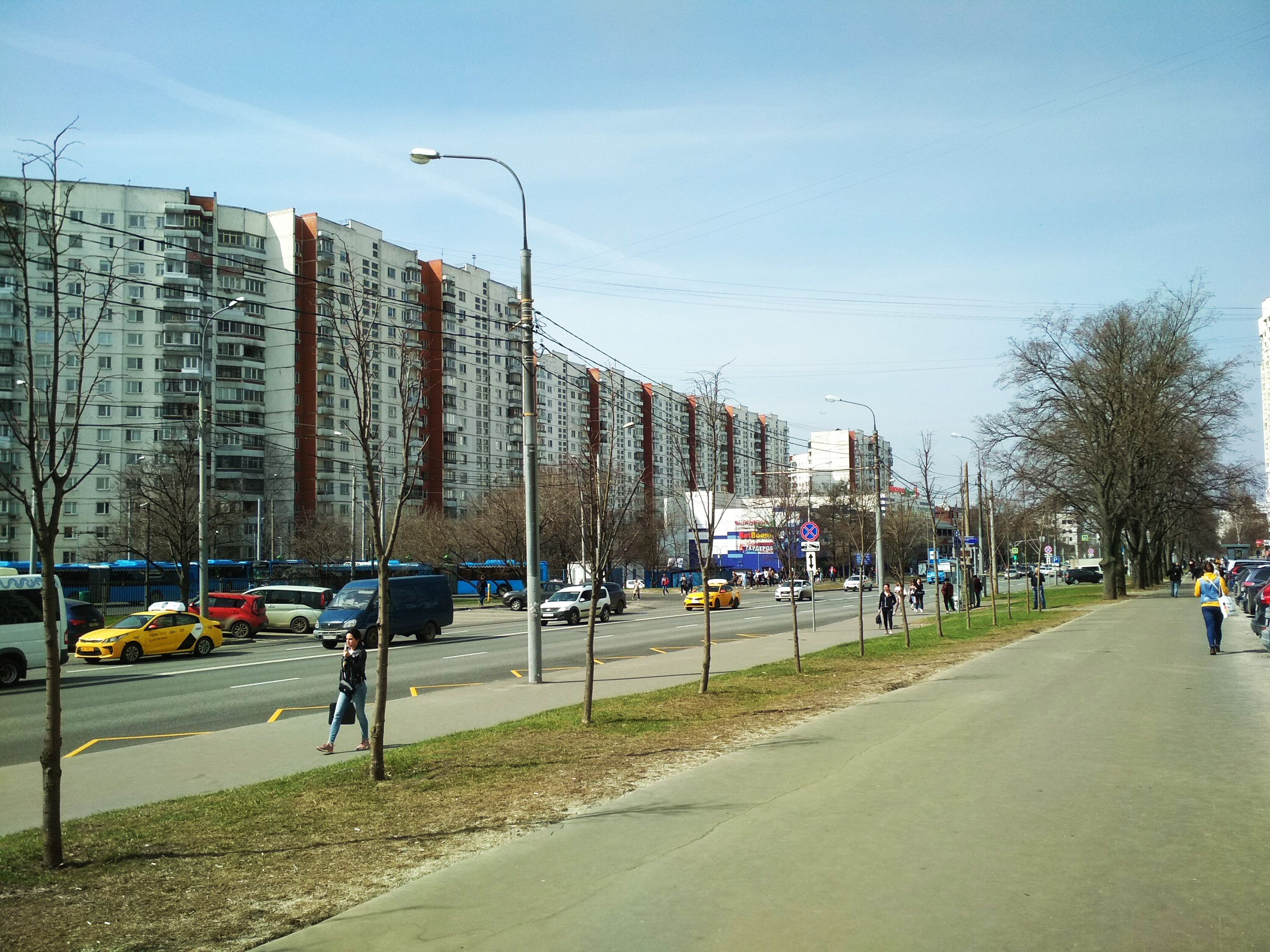
Rue Mikloukho-Maklaïa.
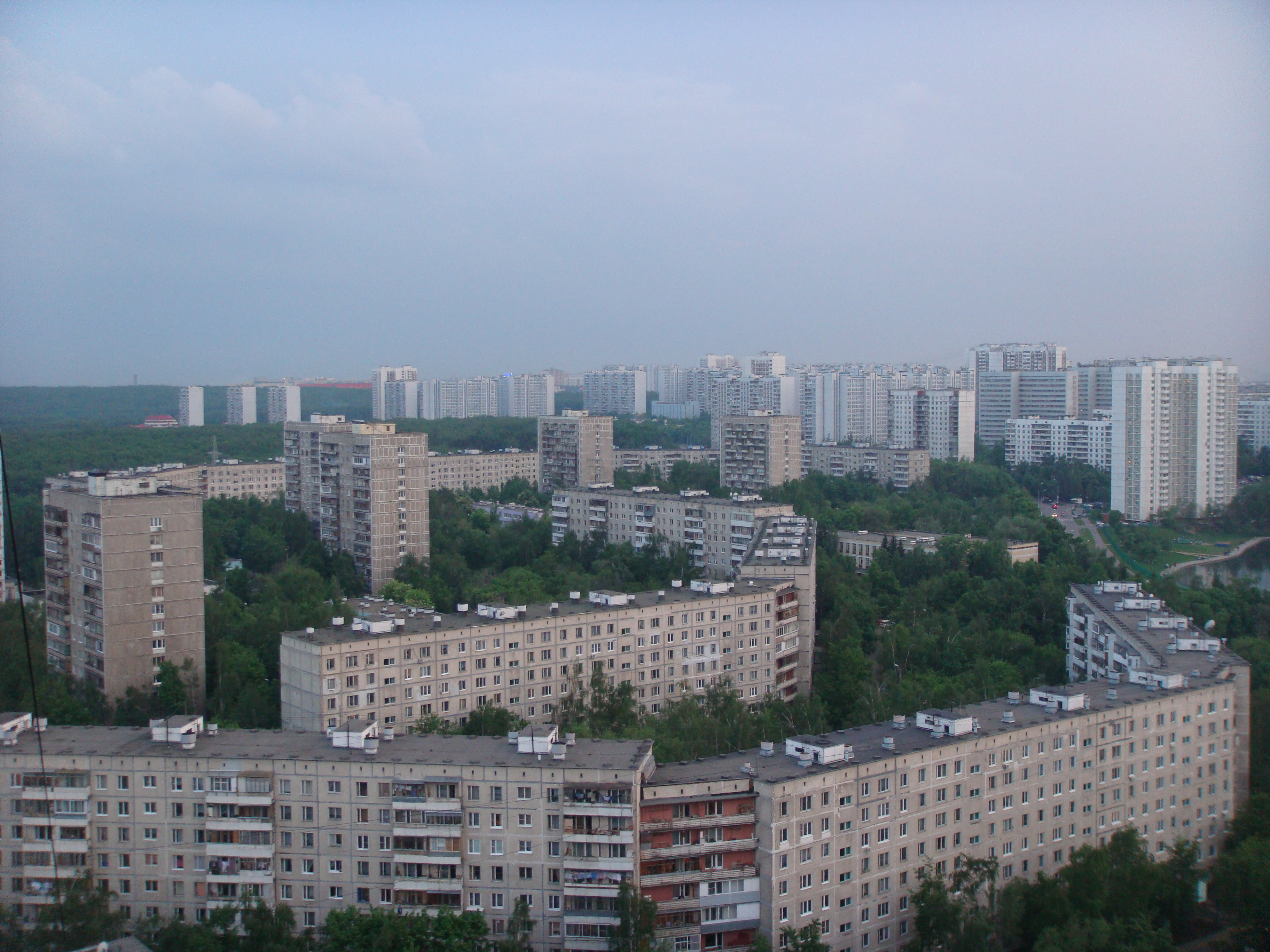
Vue de Konkovo.
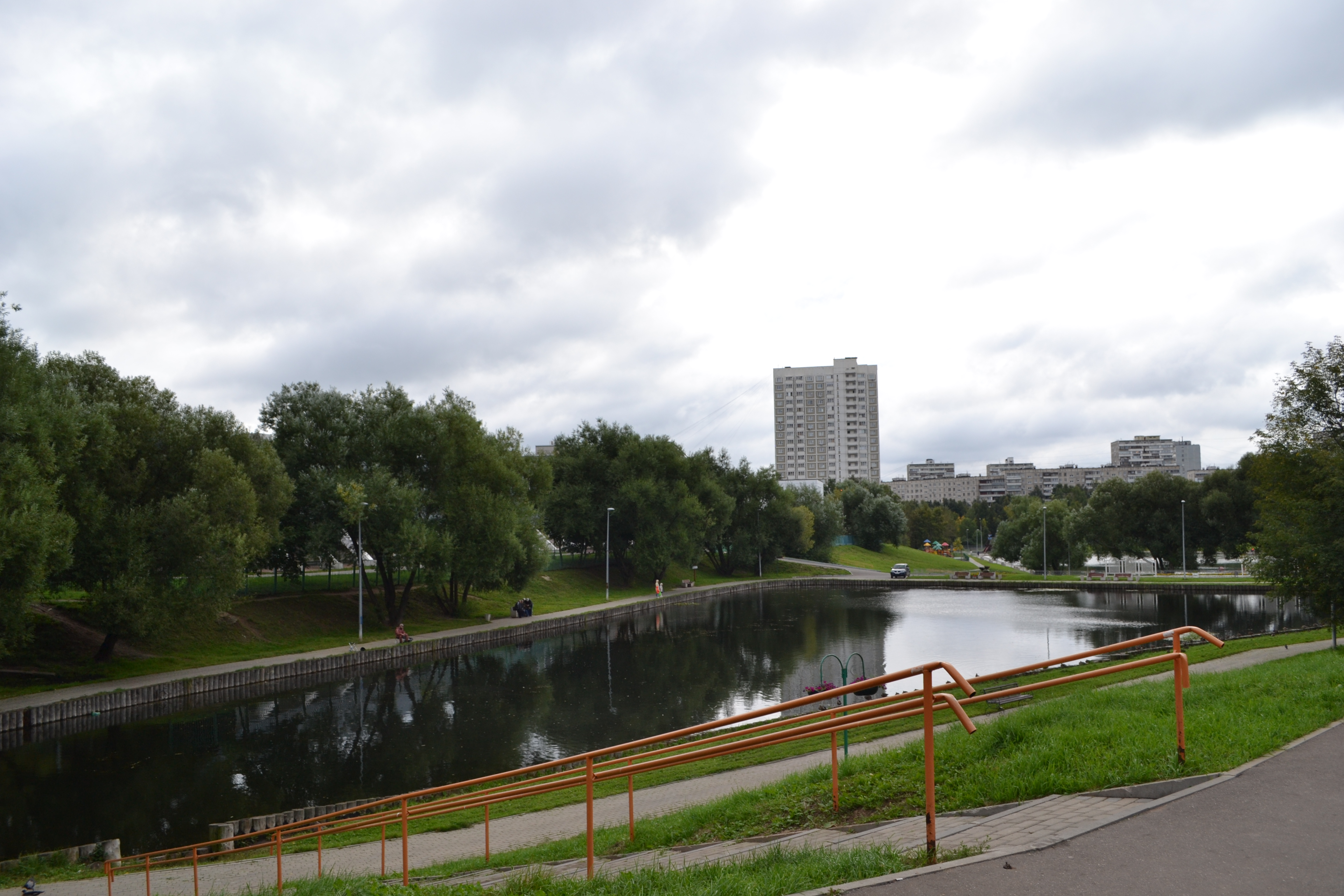
Vue du petit étang de Konkovo qui faisait partie de l'ancien domaine de Sergueïevskoïe-Konovo.